# أوبان 1 (فيينا)
أوبان 1 (بالألمانية: U-Bahn 1) هو خط قطار تحت الأرض في مدينة فيينا في النمسا. فيه حالياً أربع وعشرين محطة وطوله 19.2 كم ويصل من محطة اوبرلا (Oberlaa) إلى محطة ليوبولداو (Leopoldau). يلتقي بالخط الثاني والرابع في كارلسبلاتس (Karlsplatz)، وبالخط الثالث في شتيفانسبلاتس (Stephansplatz)، والخط الرابع في شفيدنبلاتس (Schwedenplatz)، وفي الخط الثاني في براتيرشتيرن (Praterstern). تم افتتاحه في 25 شباط عام 1978. لون إشارته هو أحمر.

## التاريخ

### تم بناء خط الأوبان 1 (1962-1982)
تم بناء البناء الحديث للسكك الحديدية في فيينا في 3 نوفمبر 1969. يتكون هذا من خط U1 المبني حديثاً, وخطين مدمجين من الترام والمترو القديم, من الخط U2 و U4 على التوالي. كنتيجة لشبكة أكثر انسيابية ، كانت هناك طرق جديدة بين U1 و U2 و U4.
مسارات الخط U1: رويمانسبلاتس - شتيفانسبلاتس - براترشتيرن (بطول 6.1 كيلومتر)

## أوقات التشغيل وأوقات الإنتظار
| التوقيت                                    | من الاثنين إلى الجمعة (المدرسة) | من الاثنين إلى الجمعة (العطلات) | السبت    | الأحد والعطلة |
| ------------------------------------------ | ------------------------------- | ------------------------------- | -------- | ------------- |
| من منتصف الليل صباحاً إلى منتصف الليل صباحاً | مغلق                            | مغلق                            | 15 دقيقة | 15 دقيقة      |
| من الرابعة والنصف صباحًا إلى السابعة صباحًا  | 3-5 دقائق                       | 4-5 دقائق                       | 7 دقائق  | 7 دقائق       |
| السابعة صباحًا إلى الثامنة مساءً             | 3-5 دقائق                       | 4-5 دقائق                       | 5 دقائق  | 5 دقائق       |
| الثامنة مساءً حتى منتصف الليل               | 8 دقائق                         | 8 دقائق                         | 8 دقائق  | 8 دقائق       |